# 新布里頓 (印地安納州)
新布里頓（英語：New Britton）是位於美國印地安納州漢密爾頓縣的一個非建制地區。該地的面積和人口皆未知。